# Институт за ядрени науки във Винча
Институтът за ядрени науки във Винча е научен институт на Белградския университет край Винча, близо до Белград, Сърбия за изследвания главно в областта на ядрената физика, както и в свързани области от физиката, химията и биологията.

## История
Основан е като Физичен институт през 1948 г. Няколко научни групи започват работа в него през 1950-те години и са построени 2 изследователски реактора.
Институтът разполага с 2 научноизследователски реактора: RA и RB, които са доставени от Съветския съюз. Мощността на по-големия реактор по време на съществуването му е оценена на 6,5 MW. Реакторите използват съветско гориво – 80% обогатен уран.
На 15 октомври 1958 г. в изследователски реактор става инцидент. 6 работници са облъчени с голяма доза радиация; човек от тях умира малко след това. Останалите облъчени са подложени на първата трансплантация на стволови клетки в Европа.
Дотогавашната изследователска програма е закрита през 1968 г. Ядрените реактори са изключени през 1984 г. Институтът продължава работа като мултидисциплинарен научен институт.

## Сметище
През 2009 г. са публикувани доклади относно лошото състояние на съществуващото хранилище за радиоактивни отпадъци от реакторите, датиращо от създаването на института през 1948 г.. Поради запълването на капацитета му не е възможно изваждането на горивото от реакторите за техния демонтаж. Затова Международната агенция за атомна енергия обявява търг за извозването им в Русия, спечелен от руска фирма. През 2010 г. почти 2,5 тона отпадъци, включително 13 килограма отработено ядрено гориво в лошо състояние, са транспортирани от Винча до комплекса за обработка на ядрени отпадъци „Маяк“ в град Озьорск (Челябинска област), Русия. Това е най-големият проект за техническо сътрудничество на МАГАТЕ, в който хиляди полицаи охраняват конвоите.
Премахването на натрупаните радиоактивни отпадъци дава възможност за демонтаж на останалия реактор във Винча.
През 2007 година във Винча започва строеж на ново хранилище за радиоактивни отпадъци, което е най-голямото в Европа.